# Camillo Karl Schneider
Camillo Karl Schneider, född 7 april 1876 i Gröppendorf, död 5 januari 1951 i Berlin, var en tysk botaniker, dendrolog och landskapsarkitekt.
Schneider förde ett kringflackande liv. Han började sin yrkesverksamhet som trädgårdsmästare i Zeitz, Dresden, Berlin och Greifswald. Efter sejouren i Greifswald återvände han till Berlin.
I Berlin ingick han i redaktionen för tidskriften Gartenwelt. Parallellt därmed medverkade han i landskapsutformningen av Darmstadt och Berlin.
1900 flyttade Schneider till Wien där han verkade som oberoende landskapsarkitekt och skribent och gjorde i anslutning därtill många resor kors och tvärs inom Europa. Hans första bok gavs ut i Wien 1904. Han började där arbetet Illustriertes Handwörterbuch der Botanik: mit 341 Abbildungen im Text, som blev färdigt 1912.
1913 begav han sig till Kina för att samla in växter och frön till den numera kulturmärkta slottsparken i Pruhonitz (Průhonice), som ligger i Tjeckien i närheten av Prag. Detta höll på till 1915, då han reste till Boston i USA för arbete hos Arnold Arboretum.
1919 var han åter i Wien, men redan 1921 återvände han till Berlin där han arbetade för tidskriften Gartenschönheid. När den lades ned 1942 för att efterföljas av Gartenbau in Reich följde Schneider med, men arbetade parallellt som landskapsarkitekt. Därvid omformade han många parker.
I Berlin arbetade Schneider med det tilltänkta mästerverket om Berberis. Dessvärre gick manuskriptet förlorat vid ett bombanfall under andra världskriget 1943.
Hans sista bok, Hecken in Garten, gavs ut 1950, året innan han avled.

I tidiga referenser kan C K Schneider förekomma med auktorsnamnet Schneid.
Auktorsnamnet C.K.Schneid. kan användas för Camillo Karl Schneider i samband med ett vetenskapligt namn inom botaniken; se Wikipediaartiklar som länkar till auktorsnamnet.